# Елън Дедженеръс
Елън Лий Дедженеръс (на английски: Ellen Lee DeGeneres) е американски комик, телевизионна водеща и актриса, носителка на награда „Еми“. Тя е водеща на собствена продукция, ток шоуто „Шоуто на Елън Дедженеръс“. Елън също така озвучава гласа на Дори в анимационния филм „Търсенето на Немо“.
Елън Дедженеръс се разкрива официално като лесбийка в шоуто на Опра Уинфри през 1997 г., по време на четвъртия сезон на нейния ситком „Елън“.

## Биография
Елън Дедженеръс израства в Луизиана. Тя е дъщеря на Бети, говорен терапевт, и Елиът Дедженеръс, застрахователен агент. Семейство Дедженеръс има френски, английски, немски и ирландски корени. Елън има брат, Ванс Дедженеръс, който е продуцент и музикант.
Елън до 13 г. е отглеждана в условията на псевдохристиянското учение Християнска наука (англ. Christian Science). През 1973 г. родителите ѝ се разделят, а на следващата година се развеждат. Скоро след това Бети се омъжва повторно за Рой Грюсендорф, продавач, с когото се преместват в Атланта, Тексас.
Елън Дедженеръс започва обучение по връзки с обществеността в Университета в Ню Орлиънс. Завършвайки един семестър, Елън напуска университета и става чиновник в юридическа фирма заедно с братовчедката си Лора Джилън. Едновременно Дедженеръс работи и като продавачка на облекло в мрежата магазини Merry-Go-Round в мола Lakeside, а също като бояджийка, барманка и келнерка в различни ресторанти.

## Кариера
Елън Дедженеръс започва да изпълнява комични скечове в малки клубове и кафета. Дедженеръс посочва, че през този период е била най-вече повлияна от Уди Алън и Стив Мартин. В началото на 80-те години започва да прави турнета из САЩ и Showtime я описват като Най-забавния човек на Америка през 1982 г.

### Ситкомът „Елън“
Комедийният материал на Дедженеръс става основата за успешния ситком от 1994 – 1998, наречен „Елън“, с първи епизод, озаглавен Тези мои приятели.

## Личен живот
Дедженеръс има връзка (1997 – 2000) с актрисата от „Друг свят“ (Another World) Ан Хейш, която след това се жени за оператора Коли Лафуун. От 2001 до 2004 Дедженеръс и актрисата/продуцент/фотограф Александра Хедисън имат връзка. Те се появяват на корицата на „Адвокатът“ (The Advocate) след като тяхното разделяне е вече оповестено в медиите.
От 2004 Дедженеръс има връзка със звездата от „Али Макбийл“ и Arrested Development Порша де Роси. След отмяната на забраната на еднополовите бракове в Калифорния, Дедженеръс оповестява в шоу през май 2008, че тя и Роси са сгодени и подарява на Роси трикаратов розов диамантен пръстен. Те се женят на 16 април 2008 г. в дома си, с 19 гости, включително техните майки. Приемането на Предложение 8 (поправка в конституцията, според която в Калифорния само бракът между мъж и жена се признава за законен) хвърля съмнение относно легалния статус на техния брак, но по-нататъшно решение на Върховния съд го валидира, понеже е сключен преди 4 ноември 2008 г.
Те живеят в Бевърли Хилс с 3 кучета и 4 котки, като и двете са вегани. През 2010 Порша законно променя фамилията си на Дедженеръс.
В своята книга „Любов“ майката на Дедженеръс Бети Дедженеръс разказва колко шокирана била, когато дъщеря ѝ се разкрива като лесбийка, но става един от най-силните поддръжници и членове на PFLAG („Родители, семейства и приятели на лесбийки и гейове“) и говорител на Кампанията за човешки права и проект каминг-аут.
Елън също така е една от най-богатите в развлекателната индустрия, а нетното ѝ състояние се оценява на около $350 милиона, като само за периода 2014 – 2015 е заработила $75 милиона.

## Награди
Награди на Еми за дневни продукции
- Изключително ток-шоу, Шоуто на Елън Дедженеръс – 2004, 2005, 2006, 2007
- Домакин на изключително ток-шоу, Шоуто на Елън Дедженеръс – 2005, 2006, 2007, 2008
- Изключително писане, Шоуто на Елън Дедженеръс – 2005, 2006, 2007

Награди Еми
- Изключително писане на комедийни серии, Елън: „Епизода с кученцето“ – 1997

Награда: избор на публиката
- Любима забавна женска звезда – 2005, 2006, 2007, 2008
- Любим домакин на ток-шоу – 2005, 2006, 2007, 2008
- Любим: Да, аз избирам тази звезда – 2008